# Carcharodus alceae
Carcharodus alceae es un lepidóptero ropalócero de la familia Hesperiidae.

## Distribución
Tiene una distribución muy amplia: sur y centro de Europa hasta los Urales y noroeste de Kazajistán, numerosas islas del Mediterráneo incluyendo las Baleares, Asia Menor y Próximo Oriente, Transcaucasia, Cáucaso y partes del oeste y centro de Asia.

## Hábitat
Se trata de una especie generalista y que ocupa numerosos tipos de hábitats herbosos donde crecen plantas nutricias. La oruga se puede alimentar de Alcea rosea, Althea officinalis, Lavatera thuringiaca, Malva sylvestris, Malva neglecta, Malva moschata, Malva pusilla y Malva alcea.

## Periodo de vuelo
Es bivoltina al norte, entre abril y junio y entre julio y septiembre, pero trivoltina o polivoltina al sur, entre febrero y noviembre, según la localidad y la altitud.